# 里美和
里 美和（さと みわ、1966年8月8日 - ）は、日本の元女子プロレスラー。身長156 cm、体重58 kg、血液型O型。鹿児島県名瀬市（のちの奄美市）出身。ニックネームは「泣き虫エンジェル」、ヒール転向後は「堕天使」。のちにキリスト教伝道師に転向。YouTubeにて初めてFMWデビューの時、同期のシャーク土屋と同じ年齢にされたので55歳の誕生日に本当の年齢を公開。

## 経歴・戦歴
1989年
- 10月6日、愛知県名古屋市・露橋スポーツセンターにおいて、対ウィッチ・ウォリアー戦でデビュー。デビュー戦のパートナーは松田久美子、土屋恵理子。

1990年
- 8月4日、レールシティ汐留において、マグニフィセント・ミミが持つ全欧選手権に挑戦するが敗れる。

1997年
- 12月、後楽園ホールにて引退。

1998年
- 4月、国際福音神学校に入学。

2001年
- 3月、同校卒業。

日本アッセンブリーズ・オブ・ゴッド教団（プロテスタント系）草加神召キリスト教会にて伝道師として仕えている。
2008年
- 12月31日、大仁田厚プロレス祭り「大晦日だよ！　邪道ファミリー大集合」（東京・新木場１ｓｔＲＩＮＧ）でFMW・OGバトルロイヤルに参戦[1]。

2016年
- 4月27日、超戦闘プロレスFMW『FMW再旗揚げ1周年大会　傷だらけの堕天使』（東京・後楽園ホール）で『ハヤブサ「引退10カウントダウン」追悼』にクラッシャー前泊、コンバット豊田、工藤めぐみ、高橋英樹部長、バッドナース中村、キラー岩見と参列[2]。

## 得意技
- ヘッドシザース
- スコーピオンクラッチ

## タイトル歴
- WWA世界女子王座

## 入場テーマ曲
- FORBIDDIN KINGDOM